# Esqui cross-country nos Jogos Paralímpicos de Inverno de 2018 - 15 km masculino
A prova de 15 km clássico masculino do esqui cross-country nos Jogos Paralímpicos de Inverno de 2018 foi disputada no Centro de Biatlo Alpensia, em Daegwallyeong-myeon, Pyeongchang, em 11 de março. A prova de 15 km ocorreu apenas para atletas que competem sentados.

## Medalhistas
| Ouro   | UKR Maksym Yarovyi |
| Prata  | USA Daniel Cnossen |
| Bronze | KOR Sin Eui-hyun   |

## Resultados
| Pos. | Bib | Atleta                 | Tempo real | Tempo calculado | Diferença |
| ---- | --- | ---------------------- | ---------- | --------------- | --------- |
| 01 ! | 29  | UKR Maksym Yarovyi     | 48:23.5    | 41:37.0         | —         |
| 02 ! | 26  | USA Daniel Cnossen     | 42:20.7    | 42:20.7         | +43.7     |
| 03 ! | 28  | KOR Sin Eui-hyun       | 42:28.9    | 42:28.9         | +51.9     |
| 4    | 18  | CHN Zheng Peng         | 49:42.2    | 42:44.7         | +1:07.7   |
| 5    | 24  | CAN Collin Cameron     | 45:30.1    | 43:40.9         | +2:03.9   |
| 6    | 16  | BRA Cristian Ribera    | 46:32.5    | 43:47.5         | +2:10.5   |
| 7    | 22  | UKR Taras Rad          | 43:50.4    | 43:50.4         | +2:13.4   |
| 8    | 25  | CAN Chris Klebl        | 46:42.1    | 43:54.0         | +2:17.0   |
| 9    | 17  | CAN Derek Zaplotinsky  | 48:54.7    | 44:03.7         | +2:26.7   |
| 10   | 20  | KOR Lee Jeong-min      | 44:06.1    | 44:06.1         | +2:29.1   |
| 11   | 27  | USA Andrew Soule       | 44:36.9    | 44:36.9         | +2:59.9   |
| 12   | 19  | KAZ Denis Petrenko     | 47:49.1    | 44:57.0         | +3:20.0   |
| 13   | 23  | BLR Yauheni Lukyanenka | 45:13.9    | 45:13.9         | +3:36.9   |
| 14   | 13  | CHN Gao Xiaoming       | 45:36.8    | 45:36.8         | +3:59.8   |
| 15   | 9   | KAZ Sergey Ussoltsev   | 45:38.2    | 45:38.2         | +4:01.2   |
| 16   | 10  | CHN Huang Bitao        | 45:56.0    | 45:56.0         | +4:19.0   |
| 17   | 12  | GBR Scott Meenagh      | 46:07.4    | 46:07.4         | +4:30.4   |
| 18   | 15  | CAN Sébastien Fortier  | 48:22.1    | 46:26.0         | +4:49.0   |
| 19   | 8   | CHN Huang Feixiang     | 47:30.0    | 47:30.0         | +5:53.0   |
| 20   | 7   | CHN Xu Congjun         | 53:18.0    | 47:58.2         | +6:21.2   |
| 21   | 21  | POL Kamil Rosiek       | 48:35.5    | 48:35.5         | +6:58.5   |
| 22   | 14  | USA Sean Halsted       | 50:39.6    | 48:38.0         | +7:01.0   |
| 23   | 4   | BLR Vadzim Lipinski    | 50:25.9    | 50:25.9         | +8:48.9   |
| 24   | 6   | CAN Ethan Hess         | 52:14.6    | 52:14.6         | +10:37.6  |
| 25   | 5   | CAN Yves Bourque       | 55:52.9    | 52:31.7         | +10:54.7  |
| 26   | 2   | PRK Ma Yu-chol         | 1:04:57.3  | 1:04:57.3       | +23:20.3  |
| 27   | 1   | PRK Kim Jong-hyon      | 1:12:49.9  | 1:12:49.9       | +31:12.9  |
| —    | 3   | GEO Temuri Dadiani     | DNF        | DNF             | DNF       |
| —    | 11  | BLR Arkadz Shykuts     | DNF        | DNF             | DNF       |

Legenda
| Recorde mundial      | Recorde mundial (World record)               |                       | Recorde africano                      | Recorde africano (African) |                                           | Q | Classificado por posição (Qualified) |
| Recorde paralímpico  | Recorde paralímpico (Paralympic record)      | Recorde da América    | Recorde da América (Americas)         | q                          | Classificado por melhor tempo (Qualified) |   |                                      |
| Melhor marca do ano  | Melhor marca do ano (World leading)          | Recorde asiático      | Recorde asiático (Asian)              | DNS                        | Não largou (Did not start)                |   |                                      |
| Recorde nacional     | Recorde nacional (National record)           | Recorde europeu       | Recorde europeu (European)            | DNF                        | Não terminou (Did not finish)             |   |                                      |
| Recorde pessoal      | Recorde pessoal do atleta (Personal best)    | Recorde da Oceania    | Recorde da Oceania (Oceania)          | DSQ / DQ                   | Desclassificado (Disqualified)            |   |                                      |
| Recorde da temporada | Recorde da temporada do atleta (Season best) | Recorde sul-americano | Recorde sul-americano (South America) | NM                         | Sem marca (No mark)                       |   |                                      |

### Esqui cross-country
| Penalizado com cartão amarelo | Penalizado com o cartão amarelo (Yellow card)                                           |  |  |  |
| LL                            | Classificado por tempo (Lucky loser)                                                    |  |  |  |
| PF                            | Vencedor definido por photo finish (Photo finish)                                       |  |  |  |
| LAP                           | Ultrapassado pelo líder (Lapped)                                                        |  |  |  |
| DQB                           | Desclassificado por conduta antidesportiva (Disqualified for unsportsmanlike behaviour) |  |  |  |
| RAL                           | Ranqueado como último (Ranked as last)                                                  |  |  |  |